# Rajaldesar
Rajaldesar è una suddivisione dell'India, classificata come municipality, di 22.837 abitanti, situata nel distretto di Churu, nello stato federato del Rajasthan. In base al numero di abitanti la città rientra nella classe III (da 20.000 a 49.999 persone).

## Geografia fisica
La città è situata a 28° 04' 07 N e 74° 27' 49 E.

## Società

### Evoluzione demografica
Al censimento del 2001 la popolazione di Rajaldesar assommava a 22.837 persone, delle quali 11.670 maschi e 11.167 femmine. I bambini di età inferiore o uguale ai sei anni assommavano a 4.383, dei quali 2.295 maschi e 2.088 femmine. Infine, coloro che erano in grado di saper almeno leggere e scrivere erano 10.982, dei quali 6.956 maschi e 4.026 femmine.